# Anopheles perplexens
Anopheles perplexens este o specie de țânțari din genul Anopheles, descrisă de Frank Ludlow în anul 1907.
Este endemică în Pennsylvania. Conform Catalogue of Life specia Anopheles perplexens nu are subspecii cunoscute.